# Guadalupe Grande
Guadalupe Grande Aguirre (Madrid, 30 de mayo de 1965-Madrid, 2 de enero de 2021) fue una poeta, ensayista y crítica española.

## Biografía
Licenciada en Antropología Social por la Universidad Complutense de Madrid, era hija de los poetas Francisca Aguirre y Félix Grande y nieta del pintor Lorenzo Aguirre.
Publicó los libros de poesía El libro de Lilit, Premio Rafael Alberti, La llave de niebla, Mapas de cera y Hotel para erizos. Sus poemas figuran en revistas así como en antologías de ámbito nacional e internacional. Junto a Juan Carlos Mestre realizó la selección y traducción de La aldea de sal, antología del poeta brasileño Lêdo Ivo. 
Fue invitada a recitar en la I Muestra Iberoamérica de poesía, Manizales (Colombia, 2003), Encuentros Culturales, Pereira (Colombia, 2003), Universidad de Roma La Sapienza (Roma, 2004, 2006), Festival Internacional de Biscra (Argelia, 2005), Festival Internacional de Poesía de Medellín (Colombia, 2006), Festival Internacional de Poesía de Bogotá (2007), Instituto Cervantes (Cracovia, 2007) y Roma (2008) Festival Internacional de Poesía de Sarajevo (2008) e INVERSO 2011 (Festival de poesía independiente de Madrid).
Como crítica literaria colaboró desde 1989 en diversos diarios y revistas culturales, como El Mundo, El Independiente, Cuadernos Hispanoamericanos, El Urogallo, Reseña, etcétera.
En 2008 obtuvo la Beca Valle-Inclán para la creación literaria en la Academia de España en Roma. En el ámbito de la edición y la gestión cultural trabajó en diversas instituciones como los Cursos de Verano de la Universidad Complutense de Madrid, la Casa de América y el Teatro Real. Desde ese año, comenzó a experimentar con la fotografía y el collage. 
En sus últimos años, fue responsable de la actividad poética de la Universidad Popular José Hierro, en San Sebastián de los Reyes. Fue muy activa en la cultura de Madrid, y en su barrio de Chamberí hasta su muerte.
Falleció en Madrid el 2 de enero de 2021.

## Libros de poesía publicados
- El libro de Lilit, Premio Rafael Alberti, 1995. Editorial Renacimiento, Sevilla, 1996. ISBN 84-89371-07-5.
- La llave de niebla, Calambur Editorial, Madrid, 2003. ISBN 84-96049-06-X.
- Mapas de cera, Ed. Poesía Circulante, Málaga, 2006. Dp. Legal: MA-1317-06
- Mapas de cera, plaquette, La Torre degli Arabeschi, Angera, Italia, 2009.
- Hotel para erizos, Calambur Editorial, Madrid, 2010. ISBN 84-8359-204-5.
- Métier de crhysalide (antología en traducción de Drothèe Suarez y Juliette Gheerbrant), Alidades, Évian-les-Bains, Francia, 2010.
- Jarrón y tempesdad, La uÑa RoTa, Segovia, 2022. ISBN 9788418782220.

## Antologías
- De varia España, Ediciones La Rana, Guanajuato, México, 1997.
- Ellas tienen la palabra, Hiperión, Madrid, 1997.
- Poesía Ultimísima, Libertarias-Prodhufi, Madrid, 1997.
- Norte y Sur de la poesía Iberoamericana, Verbum, Madrid, 1998.
- Milenio, Celeste-Sial, Madrid, 1999.
- Diálogo de la lengua. Pasar la página, poetas para el nuevo milenio, Cuenca, Castilla-La Mancha 2000.
- Aldea Poética II, Ópera Prima, Madrid, 2000.
- Mujeres de carne y verso, La esfera literaria, Madrid, 2001.
- La voz y la escritura - 80 propuestas poéticas desde los viernes de la Cacharrería, Comunidad de Madrid/ONCE, Madrid, 2001.
- Monográfico sobre poesía femenina española de la Revista Zurgai, Vizcaya, País Vasco, julio de 2004.
- 33 de Radio 3, Calamar/Rne3, Madrid, 2004.
- Hilanderas, Amargord, Madrid, 2006.
- 20 con 20: diálogos con poetas españolas, Huerga y Fierro editores, Madrid, 2016.

## Ediciones, traducciones y ensayos
- “El silencio en la obra de Juan Rulfo”, Cuadernos Hispanoamericanos, mayo de 1989.
- “Literatura azteca, flores en el tiempo”, Cuadernos Hispanoamericanos, octubre de 1989.
- “El flautista de Hamelin” (Carlos Edmundo de Ory), El bosque, septiembre de 1992.
- “Las piedras, Rulfo, el tiempo (Pedro Páramo y la escultura)”, Cuadernos Hispanoamericanos, octubre de 1994.
- “La identidad de los fragmentos (apuntes sobre poesía)”, Susana y los viejos, 1-2, 1997.
- “La mirada creadora” (prólogo al vol. VI de la Obra Completa de Luis Rosales), Trotta, Madrid, 1998.
- "Concha Méndez: 'Con recuerdos de esperanzas y esperanzas de recuerdos' ", Seminario "En torno a la Generación del 27”, Segovia, Castilla y León, julio de 1998.
- “El sendero de la inocencia (las referencias religiosas en la poesía de César Vallejo)”, Razón y fe, julio-agosto de 1998.
- “El personaje poético de la postmodernidad”, Universidad de Barcelona, mayo de 2005.
- "Obra completa de Luis Rosales", Trotta, Madrid, 1996-1998.
- Lêdo Ivo. “La aldea de sal”. Selección y traducción Guadalupe Grande y Juan Carlos Mestre. Calambur, Madrid, 2009.

## Reseñas críticas
- «No para de llover», Juan José Téllez, Aula José Cadalso, noviembre de 1996.
- «Sobre el mito, la propia vida», Antonio Enrique,  Cuadernos del Sur, 23 de mayo de 1997.
- «El libro de Lilit», Noemí Montetes Mairal, Lateral, enero de 1997.
- «La ciudad desvestida», Juan Cobos Wilkins, El País, Babelia, 6 de marzo de 2003.
- «Postales de asombro», Mª Ángeles Maeso, Reseña, noviembre de 2003.
- «Naufragios y derrotas»,  Luis García Jambrina, ABC, Blanco y Negro Cultural, 27 de diciembre de 2003.